# ラドニア
ラドニア (スウェーデン語: Ladonien) は、スウェーデン南部にあるKullaberg自然保護区の一部を領土として主張しているミクロネーションである。

## 歴史
1980年7月30日、ラルス・ヴィルクスは、スウェーデンのスコーネ地方北西部のKullaberg自然保護区に、Nimis (ラテン語で「多すぎる」) という彫刻の建設を始めた。その彫刻は行きにくい場所にあるため、当局者に発見されたのはその2年後であった。自然保護区内ではそのようなものの建設は禁止されており、1983年、地方裁判所はヴィルクスに有罪判決を下した。

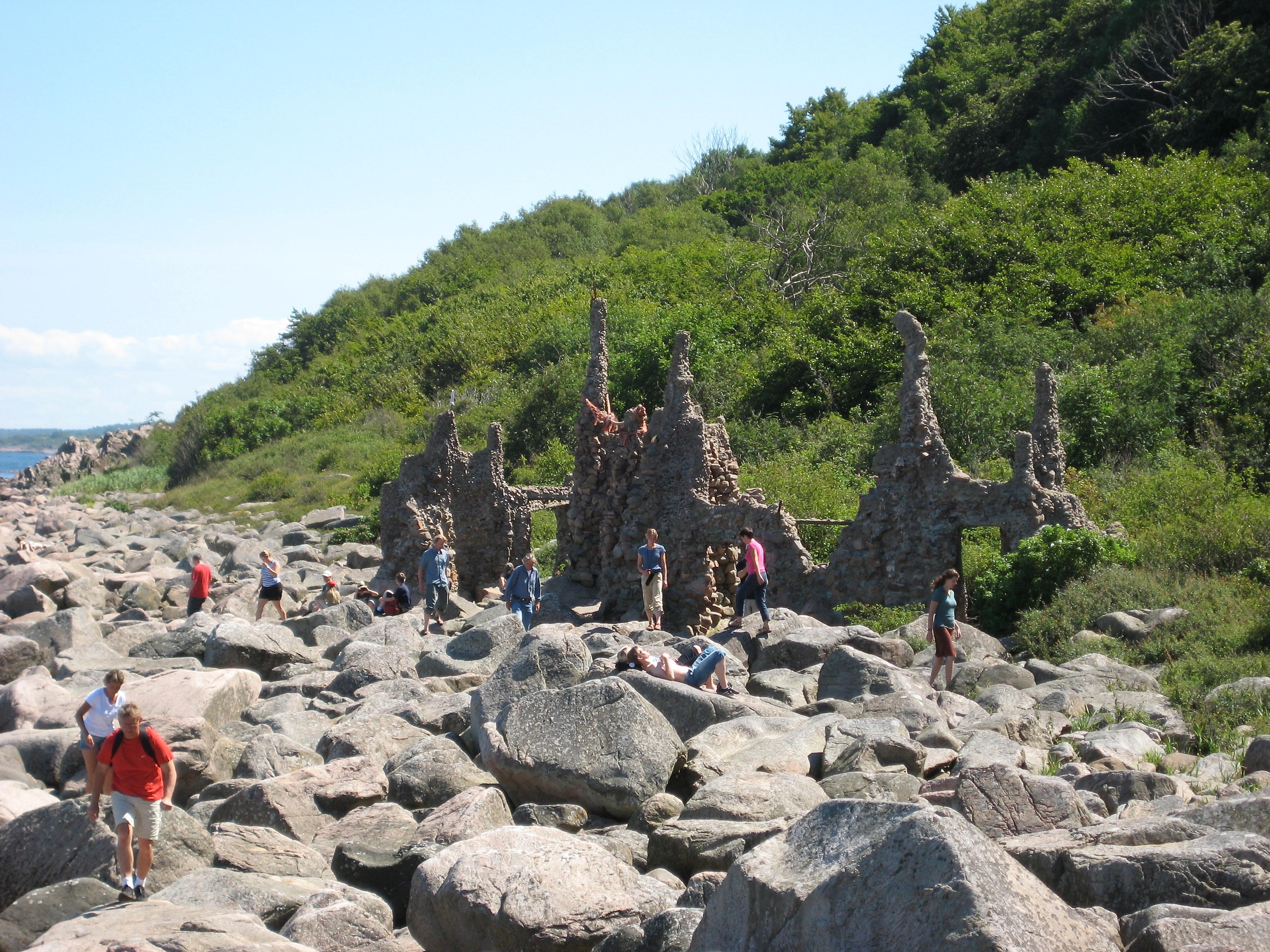
Arx

1984年、ヨーゼフ・ボイスがヴィルクスから、Nimisを1500$で購入。また同年、上訴裁判所は、Nimisについてヴィルクスを無罪としたが、1986年には彼は通行の妨害をしたとして有罪判決を受けた。Nimis は、この年にボイスが死んだため、クリストとジャンヌ＝クロードが購入している。
1991年、ヴィルクスは同地に Arx (ラテン語で「要塞」) という彫刻の建設を開始。こちらも、ヘルシンボリの地方裁判所で有罪判決を受け、10,000 SEKの罰金を科された。
このように裁判が続くなか、ラドニアは1996年6月2日に独立宣言をした。

## 国旗

ノルディック・クロスに輪郭をつけた状態。

ラドニアの国旗は、"the Glorious Green" とも呼ばれる。Hendrik Lönngrenによって、2008年2月に制定された。国旗には、緑色のノルディック・クロスが描かれているが、背景色も同じ緑色のため、目には見えない。その緑色はsRGBで表すと 0, 144, 0 (#x009000)。縦横の比率は13 : 21。水平線の分割の比率は 5 : 3 : 13で、垂直に分割したときの比率は 5 : 3 : 5。全てに、フィボナッチ数列に登場する数のみが使われている。13 : 21という比率は黄金比にも近い。
ノルディック・クロスに細い白線で輪郭をつけることも認められている。

## 国民
建国当初の人口は0人だったが、2014年現在、世界中の100ヵ国以上に17,000人あまりの国民がいる。ラドニアの国境の内側に住む国民は、かつては少なくとも1人いたものの、現在は一人もいない。

## 言語
公用語は「ラドニア語」であり、以下のたった2つの単語からなる。この2つで全ての言語の全ての言葉を表すことができる。また、他にラテン語、英語、スウェーデン語、ノルウェー語、デンマーク語、スペイン語、ドイツ語、フランス語も公式に認められている。

### 語彙
waaaaaaaaaaaaaallll
「l」よりも「a」のほうが多ければ、「a」と「l」の数は自由である。
ÿp
おごそかに話すときに (主に内閣で) 使われる。

## 政治

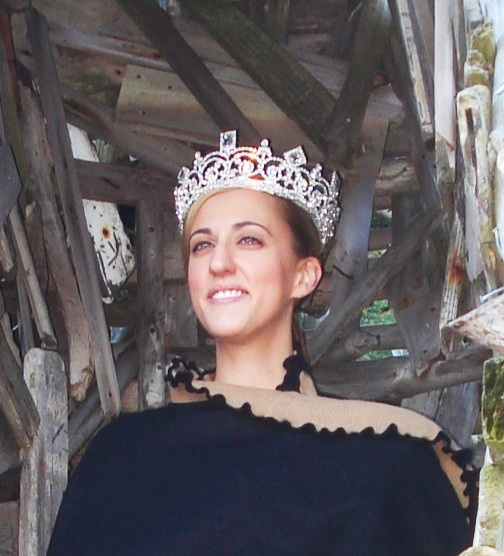
戴冠式直後のキャロライン女王。 (2011年9月19日)

ラドニア政府は、女王と大統領が共同で指揮している。大統領と副大統領は3年に一度選ばれるが、女王は一旦王位に就くと、生涯君臨し続ける。現在の大統領はChristopher Matheossで、副大統領はOsborne Wrigley-Pimley-McKerr III中佐である。任期は2016年まで。建国者ヴィルクスは国務長官で、新たな市民権の申込みの処理、ラドニアのオンラインの新聞への写真やニュースの掲載など、日々のミクロネーションの業務の多くを行ったり監督したりしている。閣僚らは、インターネットで議論への参加、提案についての票決をしている。

## Nimis

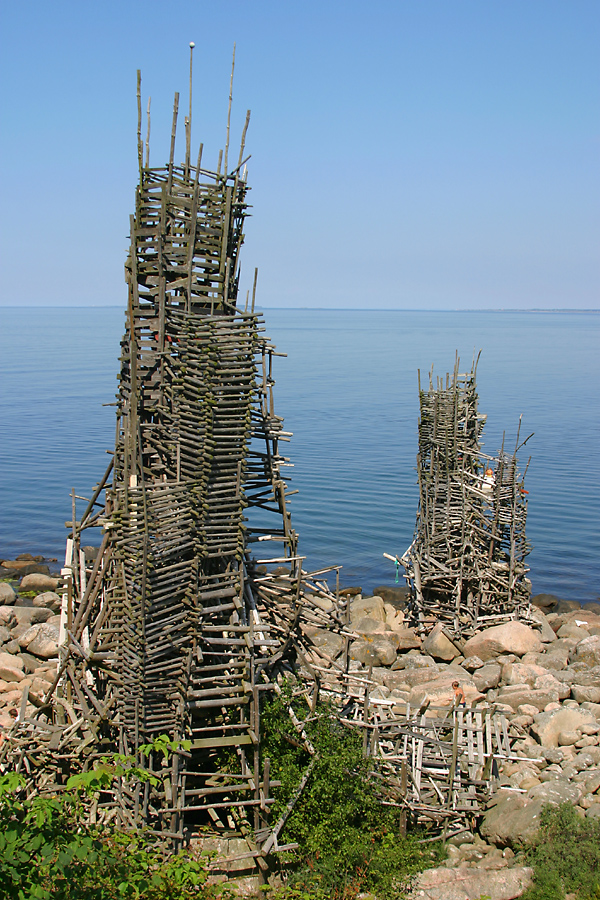
Nimis

Nimis とは、Kullaberg自然保護区内の沿岸に存在する木製の彫刻群のことである。いくつかの塔からなる巨大で複雑に入り組んだ建造物で、ほとんどが、75tの流木からできている。
1980年に芸術家のラルス・ヴィルクスが作り、長期に渡ってスウェーデン当局とヴィルクス間の裁判の対象となった。 Nimisは観光客には人気の場所になっているが、自然保護区内に許可を得ずに建てられているので、スコーネの郡行政委員会からは、撤去を求められている。
スウェーデンはNimisの存在を認可しておらず、公式の標識が無く、地図も作られていないため、見つけるのは困難である。また、到達できるのは徒歩のみであり、木やフェンスに黄色で書かれたNの文字を目印に小道を進んでいくとたどり着ける。